# Kelčský Javorník
Kelčský Javorník je 864 metrů vysoká hora v Hostýnsko-vsetínské hornatině, nejvyšší vrchol Hostýnských vrchů. S izolací 26 km patří mezi dvacet nejizolovanějších českých hor.[zdroj⁠?!]

## Přírodní rezervace
Na severním svahu se v lokalitě Rajnochovice rozkládá stejnojmenná přírodní rezervace. Důvodem ochrany je dochovaný zbytek přirozeného smíšeného lesa směřujícího k pralesu.

## Rozhledna
Před více než 20 lety stávala na vrcholu Kelčského Javorníku dřevěná rozhledna, postavená Klubem českých turistů a Junákem. Později však musela být z bezpečnostních důvodů stržena. V roce 2012 proběhla veřejná architektonická soutěž na vypracování projektu rozhledny nové, kterou vyhlásilo sdružení Podhostýnský Mikroregion. Přihlášeno bylo celkem 56 projektů, v květnu byl porotou vybrán vítězný návrh ing. Ondřeje Balážika, ing. arch. Marty Balážikové a Pavla Petrů. Jde o výhradně vyhlídkovou věž o výšce 35 m. Na horní vyhlídkovou plošinu ve výšce 30 metrů se dostanete po zdolání 156 schodů.
Stavět se začalo v září 2014, slavnostní otevření proběhlo 15. září 2015. Celková cena dosáhla částky 10,4 mil. Kč. Stavbu tvoří dvanáct obloukovitě zakřivených modřínových lamel, které symbolizují hodinový ciferník a jsou uspořádány do kruhu kolem ocelového sloupu. Ten tvoří vřeteno točitého schodiště do tvaru štíhlého komolého elipsoidu a společně vynášejí vyhlídkové plošiny. V prohnutých tvarech dřevěných lamel jde najít odkaz na tradici výroby ohýbaného nábytku v nedaleké Bystřici pod Hostýnem. Na stavbu bylo použito 22 tun žárově zinkované oceli a 22 tun modřínového dřeva. Půdorys rozhledny připomíná hodinový ciferník a dvanáct vyhlídkových plošin rovnoměrně rozmístěných připomíná sluneční hodiny. Absence obvodových stěn zajišťuje nepřetržitý kontakt s okolím. Každý jedenáctý stupeň střídá zastavení s vyhlídkou. Z vyhlídkové plošiny ve výšce 893 metrů lze spatřit Hostýnské vrchy, Jeseníky s Pradědem, Králický Sněžník, Beskydy, Javorníky a Vsetínské vrchy, hrad Buchlov a Chřiby, Vizovické vrchy, ale i Malou Fatru, Bílé Karpaty a Povážský Inovec.
Centrála cestovního ruchu Východní Moravy udělila rozhledně titul Nejlepší počin v cestovním ruchu na území Zlínského kraje za rok 2015.

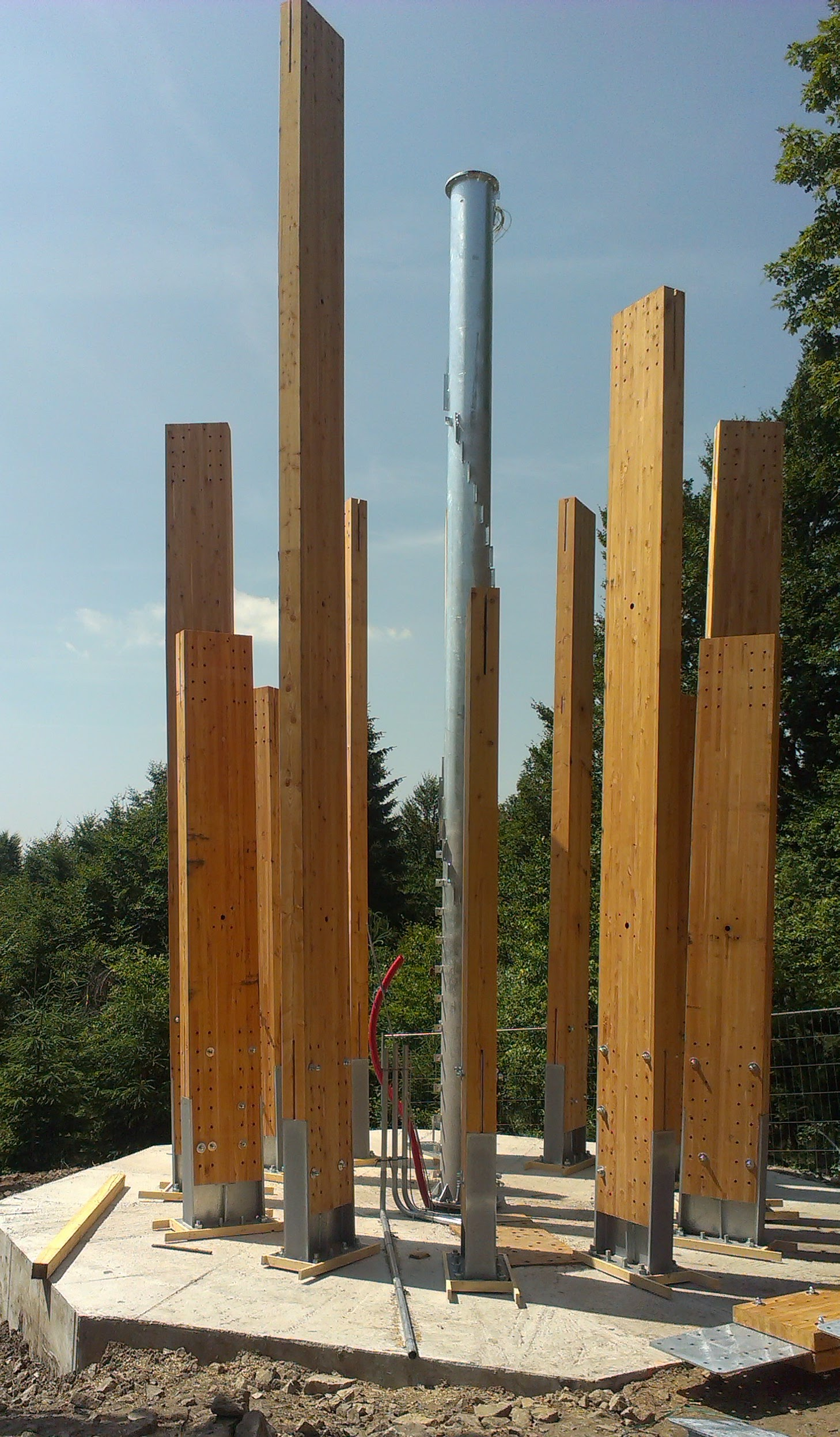
Stavba rozhledny na Kelčském Javorníku
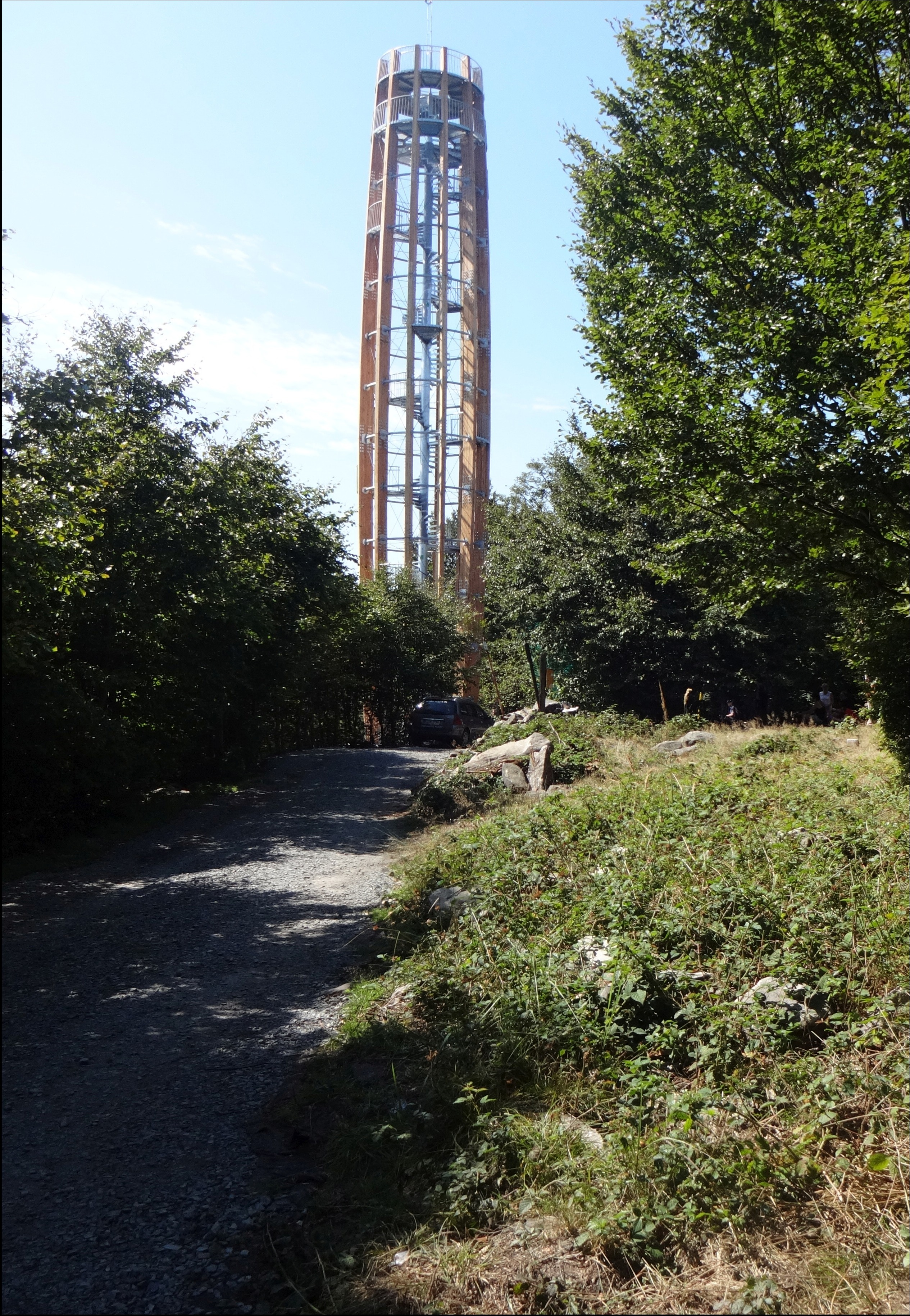
Rozhledna těsně před dokončením

## Havárie letadla

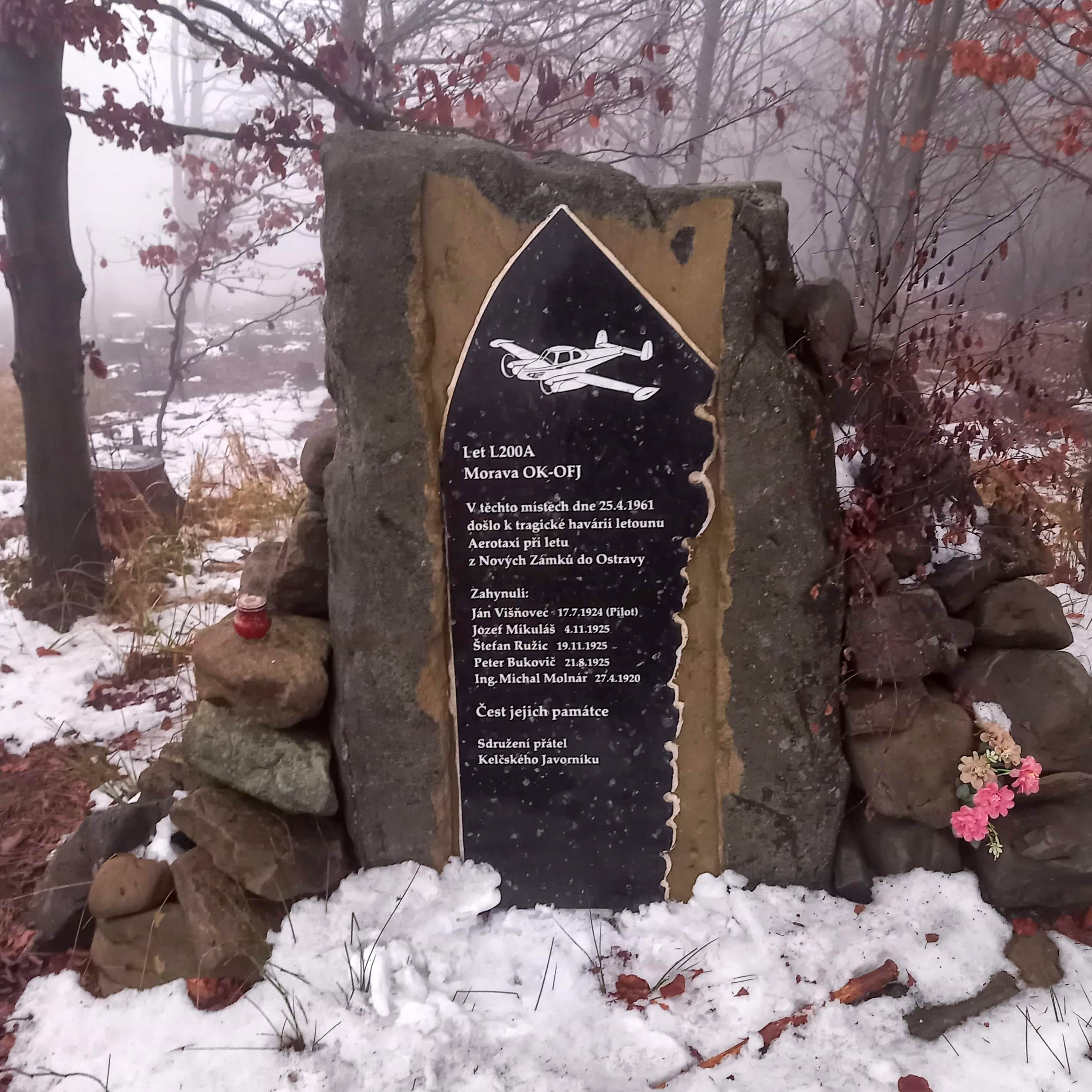
Památník havárie letadla pod vrcholem

Dne 25. dubna 1961 došlo poblíž vrcholu k havárii letounu aerotaxi Let L200A Morava (Rejstříková značka OK-OFJ) při letu z Nových Zámků do Ostravy. Při letu zahynuli pilot Ján Višňovec, Jozef Mikuláš, Štefan Ružic, Peter Bukovič a Michal Molnár. Pomník nedaleko vrcholu vybudovalo Sdružení přátel Kelčského Javorníku.